# Eva Garza
Eva Garza (Eva Gonda Rivera; San Antonio, 11 de mayo de 1917-Tucson, 1 de noviembre de 1966) fue una cantante y actriz mexicano-estadounidense de la Época de Oro del cine mexicano.
Garza creció en San Antonio, y comenzó a cantar a la edad de siete años. Comenzó a cantar a principios de la década de 1930, en emisoras de radio del estado de Texas. En 1933 ganó el Segundo Lugar en un Concurso del Texas Theatre. En 1935, participó en una hora de música en español en la emisora KABC, y en el año siguiente, aparecieron sus primeras grabaciones con el sello Bluebird Records.
En 1937, recorrió los Estados Unidos con Sally Rand por espacio de un año. En 1938 fundó Eva Garza y su Compañía. El Grupo fue reconocido internacionalmente a través de Centro y Sur América hasta 1942. En la gira conoció al Cantante Felipe Bojalil Gil con quien se casó en 1939. La Pareja se estableció con Nueva York a sus pies, firmó contrato con Columbia Records, y entró en el programa Viva América de la CBS (con el director de orquesta Alfredo Antonini y el acordeonista John Serry Sr.).
En 1949 Garza fue a la Ciudad De México, donde recibió contratos de la emisora XEW y los Estudios Churubusco para actuar varias semanas. Conoció en este tiempo a estrellas como Agustín Lara, Javier Solís y Lola Beltrán y alternó con Pedro Infante, Pedro Vargas, Jorge Negrete, Ernesto Alonso y Joaquín Paradavé .
En la década de 1950 Eva Garza tuvo papeles en varias Películas, incluyendo Mujeres sin mañana (1951), Amor vendido (1951), Paco el Elegante (1952) y Bolero inmortal (1958). En 1965, con Columbia Records, lanzó el álbum Vuelve Eva Garza Encore Mexicano y, a continuación, entró en una gira por Arizona, Nuevo México y Los Ángeles. Murió en 1966 de una Neumonía.